# M72 LAW
M72 LAW (LAW – Light Anti-Tank Weapon, „леко противотанково оръжие“) е американско ръчнопреносимо противотанково оръжие за еднократна употреба. М72 заменя по-старата Базука от епохата на Втората световна война и Корейската война. Използва се активно и към днешна дата от американските войски и техните съюзници в Ирак и Афганистан, заедно с по-модерното шведско AT4. М72 може да се сравни като характеристики с РПГ-18. Произвежда се по лиценз в Норвегия.

## Описание
M72 LAW има телескопична конструкция, което прави оръжието по-компактно. В прибрано положение по-голямата тръба предпазва по-малката (където е снарядът) от намокряне с вода, прахови частици, и т.н. В сгънато положение дължината на оръжието е 655 милиметра, а в разгънато – 893 милиметра. По-малката тръба се разгъва назад, като от нея излизат изгорелите газове на снаряда при стрелба. При разгъване вътрешните части вече не са непромокаеми, дори оръжието да бъде върнато в първоначалната си позиция. Самият боеприпас е с калибър 66 милиметра и се произвежда запечатан. При стрелба ракетният му двигател изгаря напълно преди да излезе от оръжието, като по този начин откатът е минимален. Веднага след като боеприпасът напусне цевта на оръжието, шест стабилизатора, закрепени в задната му част се разгъват чрез пружинен механизъм. След изстрела оръжието не може да се използва повече и се изхвърля.

## Боеприпас
Тъй като оръжието се произвежда със запечатан боеприпас, който не може да се сменя, M72 LAW има различни разновидности със специфично предназначение. Стандартният модел е с 66 милиметрова кумулативна ракета. Бойната глава се активира с челен взривател. Проникващата способност на боеприпаса е 0,3 м (300 мм) стоманен лист, 0,6 м стоманобетон или 1,8 метра почва. Съществува учебен вариант на М72 – М190, който изстрелва 35 мм ракети и може да се презарежда.

## Употреба
Въпреки че се счита за остаряло оръжие от епохата на Виетнамската война, М72 започва отново да навлиза в употреба с американските войници в Ирак и Афганистан, където то се доказва като изключително полезно в условията на градски сражения. Освен от войските на САЩ, М72 се използва и от въоръжените сили на Австралия и Великобритания в тези операции. Всеки редови австралийски войник е въоръжен с такова оръжие. Близо 70 000 бройки са на въоръжение и във финландската армия, Норвегия го произвежда под лиценз, а Турция произвежда копие. Съществува британски вариант, чиято бойна глава е увеличена от около 0,3 кг експлозив до 1 килограм.

### Невоенна употреба
М72 е популярно колекционерско оръжие, и може да се купи от излишъците на американската армия, или на оръжейно изложение. Създаден е специален 40-мм вариант за страйкбол с безопасни гранати. Поради простата си конструкция в САЩ и други страни много хора го създават на принципа „направи си сам“ в домашни условия – естествено, без истинска ракета или бойна глава.

## Варианти

### САЩ
| Обозначение | Описание                                                                                      |
| ----------- | --------------------------------------------------------------------------------------------- |
| M72         | базов 66-мм модел с кумулативна бойна глава                                                   |
| M72A1       | М72 с подобрения на ракетния двигател                                                         |
| M72A2       | М72 с други подобрения на двигателя                                                           |
| M72A3       | М72А1/А2 с подобрена безопасност на употреба                                                  |
| M72A4       | М72 с подобрена бронебойна способност                                                         |
| M72A5       | по-компактен модел на М72А3                                                                   |
| M72A6       | по-компактен модел с по-малка бронебойна способност, но с по-голям взривен ефект              |
| M72A7       | М72А6, предназначен за Флота                                                                  |
| M72E8       | М72А7, предназначен за изстрелване от затворени помещения чрез подобрения в ракетния двигател |
| M72E9       | М72 с подобрена бронебойна способност                                                         |
| M72E10      | М72 с фугасна бойна глава                                                                     |

### Други страни
| Обозначение                          | Страна         | Описание                                                                  |
| ------------------------------------ | -------------- | ------------------------------------------------------------------------- |
| 66 KES 75                            | ФИнландия      | Обозначение за М72А2                                                      |
| 66 KES 88                            | Финландия      | Обозначение за М72А5                                                      |
| HAR-66                               | Турция         | Вариант на М72А2 с подобрения по сигурността и ракетния двигател от М72А3 |
| 66 mm HEAT L1A1                      | Великобритания | Обозначение за базов модел М72                                            |
| Light Anti-Structures Missile (LASM) | Великобритания | Обозначение за М72А9 с по-мощна бойна глава                               |

## Технически данни
- Дължина: 893 мм
- Дължина (походно положение): 655 мм
- Общо тегло: 2,3 – 2,5 кг
- Калибър на боеприпаса: 66 мм
- Дължина на боеприпаса: 508 мм
- Тегло на боеприпаса: 1,8 кг
- Начална скорост: 145 м/сек
- Минимален обсег: 10 м
- Максимален обсег: 1000 м
- Ефективна далекобойност: 200 м (неподвижна цел), 165 м (движеща се цел); над тези разстояния възможността за точно попадение намалява до 50%

## На въоръжение
- Австралия
- Аржентина
- Белгия
- Великобритания
- Виетнам
- Гърция
- Израел
- Канада
- Люксембург
- Мексико
- Нова Зеландия
- Норвегия
- Парагвай
- Португалия
- САЩ
- Тайван
- Тайланд
- Турция
- Финландия
- Нидерландия
- Чили
- Южна Корея